# Big Tasty
 Der er for få eller ingen kildehenvisninger i denne artikel, hvilket er et problem. Du kan hjælpe ved at angive troværdige kilder til de påstande, som fremføres i artiklen.

 Denne artikel bør gennemlæses af en person med fagkendskab for at sikre den faglige korrekthed.

Big Tasty eller Big N' Tasty er en hamburger der sælges af den internationale fastfoodkæde McDonald's. Den er designet til at konkurrere med Burger Kings Whopper. Navnet "Big Tasty", uden "N'" i midten, blev første gang brugt i Jordan, og siden i dele af Europa, Sydamerika, Mellemøsten, og Taiwan. Den blev sat på menuen samtidig med at McDonald’s gennemførte deres nye I'm Lovin' It-brand.[kilde mangler]
Sandwichen indgår ikke mere som en del af McDonald's kerneprodukter pr. 1. januar 2009,[kilde mangler] og per 1. januar 2011 indgik den hellere ikke længere som en del af kernesortimentet i USA. Den fås stadig i Holland, Sverige, Norge, Danmark, Grækenland og Letland.
I Danmark er burgeren blandt de mest populære valg

## Indhold
Den består af en todelt hvedebolle med sesam, heri ’Big Tasty-Sauce’ (mayonnaisebaseret sauce med grillsmag), 7 gram grofthakkede løg, 30 gram finthakket salat, 2 tomatskiver, 3 skiver emmenthaler-lignende ost og en 150g stor bøf af oksekød.
Big Tasty fås i perioder som kampagneprodukt med bacon, Big Tasty Bacon.